# Nembro (Gozón)
Nembro (en asturiano y oficialmente Santolaya) es una parroquia y un barrio del concejo de Gozón en la Comarca de Avilés, Principado de Asturias, España.
La parroquia posee una extensión de 6,86 km² y suma 683 habitantes en 2022.
Durante la Edad Media fue la capital del concejo y su templo parroquial, bajo la advocación de Santa Eulalia, ya aparece citado en documentos altomedievales en 1385. La iglesia fue construida en 1912, pero conserva, bajo un pórtico, la portada románica, de dos arquivoltas lisas sobre impostas y, a los lados, dos columnas con capiteles decorados con cabezas humanas y motivos digitales, todo ello del siglo XII.
Celebra las fiestas el día de Santa Eulalia, el 10 de diciembre, y la Sacramental el tercer domingo de agosto.

## Núcleos de población
Los núcleos que conforman la parroquia son:
| Núcleo   | Nombre oficial | Pob (2022) | Datos INE | Altitud (m.) |
| -------- | -------------- | ---------- | --------- | ------------ |
| La Arena | L'Arena        | 279        | [ 4 ]     | 40           |
| Balbín   | Balbín         | 66         | [ 5 ]     | 51           |
| Busto    | Bustio         | 59         | [ 6 ]     | 105          |
| Nembro   | Nembro         | 70         | [ 7 ]     | 53           |
| Susacasa | Susacasa       | 209        | [ 8 ]     | 55           |

Otros lugares recogidos en la toponimia de la parroquia son: L’Abeyera, Aguabierta, L’Alzapié, Banzoleo, Biruleo, Les Cabañes, Canales, Cantalarrana, Colandrero, Faraguyes, Fombona, La Guardada, Los Llanos, Llantada, El Molín de la Barrera, Montán, La Tayuela y La Viuda.

## Demografía
Según los últimos datos recogidos del año 2022, Nembro cuenta con una población de 683 habitantes (350 hombres y 333 mujeres).   
A continuación, se muestra la evolución demográfica desde el año 1900:  
| Gráfica de evolución demográfica de Nembro entre 1900 y 2022                             |
|                                                                                          |
| Fuente: Instituto Nacional de Estadística de España - Elaboración gráfica por Wikipedia. |